# Acontia constellata
Acontia constellata là một loài bướm đêm trong họ Noctuidae.